# الأبطال يولدون مرتين (فلم)
الأبطال يولدون مرتين فيلم عربي سوري يرصد عملية الانتقال من الفطرة إلى القرار من خلال طفل يصبح أحد رموز المقاومة من إنتاج العام 1977.

## قصة الفيلم
حين يبلغ (فؤاد) البرئ سن الحادية عشر يكون قد فقد أمه وأباه في حرب 1967، وقضى حياته التالية تحت سقف رجل عجوز طيب في مخيم اللاجئين الفلسطينيين قرب غزة، يصدم الطفل بمشهد هجمات القوات الإسرائيلية على المخيم والمداهمات والاضطهاد، ونسف البيوت، فيقرر الانضمام إلى القوات العربية التي تقاوم الاحتلال، يصطدم برجال العدو، وعبر المطاردات، والملاحقات يفوز الطفل بالهروب والتخفى ويكتسب قوة وصلابة، يترصد سيارة دورية عسكرية معادية ويلقى عليها قنبلة مولوتوف والتي ستجعل منه بطلاً حقيقيًا .

## فريق العمل[3]
قصة: علي زين العابدين
سيناريو وحوار: صلاح دهني
إخراج: صلاح دهني
إنتاج: المؤسسة العامة للسينما
تصوير: جورج لطفي الخوري
موسيقي: نوري الرحيباني
مونتاج: هيثم وهيب القوتلي
مخرج مساعد: جورج كنعان بدرية
مساعد مخرج: شامل أميرالاي
مدير الإنتاج: نعيم الحصري

## بطولة
- عماد حمدي
- مني واصف
- سامية الجزائري
- زيناتي قدسية
- عبدالرحمن أبو القاسم
- عصام عبه جي
- يعقوب أبوغزالة
- فراس دهني
- صباح الجزائري
- تيسير إدريس
- نصر شما
- قمر مرتضي
- بهاء سمعان
- شفيق المنفلوطي
- أحمد أيوب
- محمد طرقجي
- إبراهيم كردية
- رضوان الساطي
- عبدالله عباسي
- شارلوت رشدي
- توفيق مراد
- نصوح السادات
- شريف السيد
- عبدالقادر فحل
- حسين أبو حمد
- زهير حسن
- نبيل شاوش

مع اشتراك أطفال مخيم اليرموك للأجئين الفلسطينين وسكان مخيم جرمانا للأجئين السورين والفلسطينين .